# Miranda (imię)
Miranda – imię żeńskie pochodzenia łacińskiego. Wywodzi się od słowa miranda oznaczającego "godna podziwu". Imię zostało pierwszy raz użyte przez Williama Shakespeare'a w dramacie Burza.
Miranda imieniny obchodzi 11 maja.
Znane osoby noszące imię Miranda to:
- Miranda Richardson, (1958-), aktorka angielska
- Miranda Otto, (1967-), aktorka australijska
- Miranda Kerr, (1983-), modelka australijska
- Miranda Cosgrove, (1993-), aktorka amerykańska